# Acolasis saxosa
Acolasis saxosa är en fjärilsart som beskrevs av Walker 1858. Acolasis saxosa ingår i släktet Acolasis och familjen nattflyn. Inga underarter finns listade i Catalogue of Life.